# Доктор Серафікус
«Доктор Серафікус» — роман українського письменника Віктора Петрова-Домонтовича, написаний у 1929 році й опублікований вперше у 1947 році в Німеччині. Роман був створений безпосередньо перед зникненням автора з літературного обрію. Припинивши письменницьку діяльність, Віктор Петров зміг уникнути причетності до так званої літератури соцреалізму, принципи якої суперечили його естетичним поглядам. Надалі Петров-Домонтович знаходить інші засоби самовираження, займаючись науковою діяльністю.

## Сюжет
Сюжет твору розгортається навколо стосунків недоладного відлюдника-інтелектуала з людьми, що складають його найближче і, фактично, єдине оточення: з п'ятирічною дівчинкою Ірцею, давнім другом, художником Володимиром Корвином та акторкою Вер Ельснер. Асоціальний доктор Серафікус в певний момент свого життя опиняється в ситуації, коли єдиною людиною, з якою він має нагоду поспілкуватися за цілий день виявляється мала Ірця. Неусвідомлене почуття самотності героя виявляється в його прагненні мати дитину, проте про стосунки з жінками Комаха не хоче навіть думати. В цей час Володимир Корвин знайомить Серафікуса з талановитою, ексцентричною та вродливою Вер. Акторку приваблює нешаблонна особистість Комахи, однак щось подібне до стосунків між ними виникає лише через певний час і завдяки значним зусиллям Вер. Однак поки вона домагається взаємності Серафікуса, Корвин намагається здобути її власну прихильність. Врешті-решт Комаха починає відчувати до Вер щось подібне до кохання, тією мірою, якою його нестандартна особистість та постійна зайнятість науковою діяльністю це дозволяють. Однак Вер Ельснер втомлюється від стосунків і припиняє їх.
Окрім основної сюжетної лінії, роман має ретроспективні вставки, котрі допомагають краще зрозуміти образи головних персонажів, їхні почуття та мотивацію до вчинків. До таких вставок належать історія про давню дружбу між Корвиним та Комахою, що мала риси гомосексуальних стосунків, про колишню наречену Корвина Таню Беренс та «уявний» роман Серафікуса з сусідкою Таїсією Павлівною.

## Головний персонаж
Як і інші герої творів В. Домонтовича Василь Хрисанфович Комаха — маргінальна особистість, відокремлена від маси. Це асоціальний інтелектуал-професор, чий спосіб життя та світогляд є запереченням «природного» заради «культурного», реальності заради абстракції й безпосередності заради штучності. Життя Комахи абсолютно підпорядковане науковій діяльності й доведене мало не до механістичності, через прагнення максимально зраціоналізувати всі його аспекти задля більш продуктивної наукової діяльності. За іронією долі, діяльність доктора Серафікуса має досить незначну наукову цінність: надто заглиблюючись у предмет досліджень, він не здатен до ширших узагальнень, а подекуди й творчого мислення.
Заглибленість у світ науки «виймає» Комаху з реального світу: «Він виправдовував свою одірваність працею. Прапор праці він підносив як гасло своєї книжної ізольованості». Звичні для всіх, елементарні ситуації спілкування обертаються для героя в подіями катастрофічного масштабу: «Він не звик бувати серед людей, і те, що для інших бриніло як загальновивчена фраза, що передбачає загальновідому формулу відповіді, те примушувало Комаху напружено й довго думати. А він не хотів думати, бо взагалі не хотів іти, знайомитись, розмовляти». Відлюдькуватість персонажа породжує й його специфічне ставлення до кохання. Серафікус заперечує його як явище, що вибивається за рамки раціонального існування: «Химерною вигадкою лишався для Комахи давній міт, повторений у пам'ятках усіх віків і всіх народів, про чоловіків, що кохають жінок. Він не припускав, щоб за цим мітом ховався будь-який реальний зміст. Чи не треба було ці перекази тлумачити алегорично?». Зайвими та нераціональними Серафікус вважає також інтимні стосунки. Тому починає розмірковувати про можливість мати дитину без участі жінки. В цих роздумах найбільше проступає заперечення професором «природного» на користь «культурного» та раціонального. «Мені здається, що немає потреби, щоб у дітородінні брала яку-небудь участь жінка». Під це Серафікус підводить наукову базу, спираючись на міфологічні сказання про вагітність без статевого акту. Зовнішність головного персонажа описана також досить своєрідно: «Якщо Комаха і був людиною, то якоюсь іншою, не такою, як уся решта. Попри всю свою грузьку, тяжку масивність, він здавався абстракцією й фікцією… Ані його величезне тіло, ані його червоне, голене, подібне на шматок свіжого м'яса, обличчя не переконували в реальній правдоподібності його існування». В. Домонтович, змальовуючи доктора Серафікуса як втілення «запереченого біологізму», маргінала, протиставленого решті світу своєю сутністю, способом життя, сексуальною орієнтацією, манерою поведінки тощо, пише так про нього так: «не людина, а так, амфібія, молюск, якась фікція. Так, паперова силуета. Тінь од людини. Гомункулюс.»

## Гомосексуальні стосунки в сюжеті роману
За сюжетом твору, головний персонаж не відмежований від кохання цілком. В певний час він втягнений у любовний трикутник, що репрезентує давніші взаємини Серафікуса зі своїм єдиним товаришем Корвиним та його офіційною нареченою Танею Беренс. Стосунки Серафікуса розвиваються саме з Корвиним. Так постає питання про сексуальну орієнтацію головного персонажа. Гомосексуальність зовсім не вибивається з Серафікусової «протиприродної» сутності й є закономірною в контексті інших рис Комахи. Не можна сказати напевне, чи йдеться в творі про платонічні стосунки Серафікуса з Корвиним, однак лексика, якою послуговується В. Домонтович, характерна саме для опису сексуальних сцен.

## Репрезентація автора в тексті
Інтелектуальна проза В. Домонтовича наповнена автобіографічними та автотематичними кодами. Цікавість письменника до вкладання підтекстів та інтертекстів у свої твори можна вважати рисою його індивідуального стилю.
Найпомітніша автобіографічна риса в романі — діяльність головного персонажа. Комаха, як і Віктор Петров, займається етнографією та фольклористикою. Образ дивакуватого, неадекватного й недоладного кабінетного вченого Комахи, над яким іронізує автор, є насправді його algter ego.
В. Домонтович також «позичає» Серафікусові такі деталі свої біографії як вимушене звернення до вузького кола наукової проблематики, описаної в творі як «при міткова» діяльність професора, а також назву статті Віктора Петрова про пам'ятки Причорномор'я.
Подібні риси часто з'являються в прозі В. Домонтовича, схильного до інтелектуальної гри з читачем.

## Зв'язки з іншими літературними текстами
- Одним із можливих джерел і претекстів для В. Домонтовича був роман Бальзака «Серафіта». Прекрасна Серафіта/ Серафітус, поєднуючи маскулінність — тіло та фемінність — душу, видається довколишнім мешканцям закинутого норвезького селища то юнаком, то дівчиною. Андрогінність у Бальзака інтерпретується як людська довершеність, майже божественність. Серафікусова ж андрогінність та безстатевість — привід для іронізування над героєм.

- У своєму творі В. Домонтович звертається до одного з вічних образів у світовій літературі — до образу Дон Жуана, що пов'язує роман «Доктор Серафікус» з цілою низкою інших текстів, в яких переосмислювався цей образ. Комаха — це Дон Жуан «навпаки», котрий у стосунках з жінками воліє «мати всіх і зректися будь-якої».
- Ще один вічний образ, утілений в романі — Фауст. «У нього було щось… од легенди про Фавста», — пише В. Домонтович. Комаха справді належить до типу кабінетного вченого, яким до певного моменту був і головний персонаж твору Гете. Намагаючись розширити своє пізнання, він відокремлюється від реального життя та решти світу.

Зв'язки на рівні типологічного збігу простежуються також у прозі Набокова. Спілкування Доктора Серафікуса з Ірцею, роман героя твору «Дівчина з ведмедиком» із власною ученицею перегукуються з романом «Лоліта», який, був опублікований набагато пізніше, ніж останній твір В. Домонтовича — у 1955 році.
- Можна припустити, що в контексті українського модернізму міркування Серафікуса про вагітність та народження дітей без участі жінки є саркастичним парафразом до виснажливих сумнівів Винниченкових героїв щодо батьківства, в якому чоловік не може бути остаточно певен.

## Психоаналітичний дискурс
У прозі Віктора Петрова-Домонтовича виразно помітні елементи фройдизму та психоаналізу. «… Бажання, сховані й притлумлені вдень, прокидаються вночі. У нічних снах вони набувають реальности, й людина пізнає нарешті те, що поза цим, може, назавжди лишилося б для неї невідомим і неуявленим. Коли б люди не бачили снів, може, вони ніколи не довідались би про те, що існує. Тільки у снах розкривається справжній сенс наших бажань.» Літературознавиця Віра Агеєва коментує психоаналітичний дискурс роману «Доктор Серафікус» так: «Затиснений у рамки раціонального, незвиклий до аналізу всього комплексу переживань, психологічних нюансів, тілесних практик і мови тіла, професор Комаха, очевидно, ніколи б не осмислив поклик пригніченого батьківського інстинкту, якби йому не приснився епізод купання дитини: „Сон розбуркав те, що досі було притуплене, сховане в глибинах його істоти! Сон підказав бажання, перетворивши його уже на заздалегідь завершене переживання“. Це знання про самого себе, здобуте у сні, це примусове ніби самопізнання страшенно ускладнило існування Серафікуса. Він волів би закривати очі на неоднозначність і скомпліктованість власного єства й зоставатися в зручному світі простих і загальновизнаних тверджень про людську природу. Але заперечений біологізм, нагадує про себе, підсвідоме виривається назовні — і повернення до раціонально впорядкованої ієрархії вартостей уже неможливе. Людина або вміє аналізувати свою психіку, або приречена жити, як Серафікус, у полоні нав'язливих фобій».
Ще один персонаж твору, якого можна згадати в контексті проблематики сновидінь — Вер Ельснер. Вона вміє «настроювати себе на сни» й хоче написати книгу, де будуть описані сни закоханих, які, на її думку, повторювані та лейтмотивні.

## Видання
- В. Домонтович. «Доктор Серафікус». Редактор та автор передмови: Юрій Корибут; художнє оформлення палітурки: Яков Гніздовський. Мюнхен: Українська трибуна, 1947. 175 стор
- В. Домонтович. Проза у трьох томах. Ню-Йорк: Сучасність. 1988—1989. (серія «Бібліотека Прологу і Сучасності») ISBN 3-89278-011-0 (I—III томи)

- Том I. Апостоли (оповідання); Дівчина з ведмедиком, Аліна й Костомаров, Доктор Серафікус (повісті). Редакція й супровідна стаття: Юрій Шевельов. Примітки: Юрій Шевельов; суперобкладинка: Ярослава Ґеруляк. Ню-Йорк: Сучасність. 1988, 519 стор. ISBN 3-89278-008-0 (том I)
- Том II. Романи Куліша, Без ґрунту (повісті). Редакція й супровідна стаття: Юрій Шевельов. Примітки: Юрій Шевельов; суперобкладинка: Ярослава Ґеруляк. Ню-Йорк: ?. 1989, 477 стор. ISBN 3-89278-009-9 (Том II)
- Том III. Розмови Екегартові з Карлом Гоцці та інші оповідання (всього 28 оповідань і нарисів). Редакція й супровідна стаття: Юрій Шевельов. Примітки: Юрій Шевельов; суперобкладинка: Ярослава Ґеруляк. Ню-Йорк: Сучасність. 1988, 558 стор. ISBN 3-89278-010-2 (Том III)

- В. Домонтович. «Доктор Серафікус» // Березіль, 1996, № 5-6 — с. 32-115
- В. Домонтович. «Доктор Серафікус»; «Без ґрунту». Передмова Соломія Павличко. Київ: Критика, 1999. 381 стор. (серія «Бібліотека XXI століття»). ISBN 966-7679-06-3
- В. Домонтович. Вибрані твори.[2] Упорядник та автор передмови: Віра Агеєва. Київ: Книга, 2008. 382 стор. (серія «Твори української діаспори»). ISBN 978-966-8314-44-5.
- В. Домонтович. Доктор Серафікус. Осип Турянський. Поза межами болю. Післямова, примітки: А. В. Землянська; малюнки: А. В. Кісель. Харків: Фоліо, 2013. 301 стор. (Шкільна бібліотека української та світової літератури). ISBN 978-966-03-6116-4